# Валлорис
Валлори́с (редко Валлори́, фр. Vallauris) — западная оконечность города Антиб, расположенного на юго-востоке Франции на Лазурном Берегу (во Французской Ривьере). Вместе с пляжами Гольф-Жуана административно выделен в самостоятельную коммуну в регионе Прованс — Альпы — Лазурный берег, департамент Приморские Альпы, округ Грас, кантон Антиб-1. Климат средиземноморский: больше 300 солнечных дней в году, средняя температура воздуха января +11°С, июля +25°С.
Площадь коммуны — 13,04 км², население — 30 610 человек (2006) с тенденцией к снижению: 26 595 человек (2012), плотность населения — 2039,5 чел/км².

## История
Валлорис впервые упомянут в текстах X века как владение Леринского аббатства под названием «Золотая долина» (лат. Vallis Aurea). Расцвет приморского села связан с правлением вентимильского феодального рода Ласкари (XVI век). В 1815 году на пляже Гольф-Жюан высадился бежавший с острова Эльба Наполеон Бонапарт.
С конца XIX века Валлорис — известный центр производства художественной керамики. Одновременно приобретает славу курорта. В 1970-е годы новый толчок развитию города придало создание поблизости технопарка София-Антиполис.

## Население
Население коммуны в 2011 году составляло 27 411 человек, а в 2012 году — 26 595 человек.
| 1962  | 1968  | 1975  | 1982  | 1990  | 1999  | 2006  | 2009  | 2011  | 2012  |
| ----- | ----- | ----- | ----- | ----- | ----- | ----- | ----- | ----- | ----- |
| 10774 | 12880 | 17182 | 21205 | 24325 | 25773 | 30610 | 30809 | 27411 | 26595 |

Динамика численности населения:

## Экономика
В 2010 году из 16 796 человек трудоспособного возраста (от 15 до 64 лет) 11 917 были экономически активными, 4879 — неактивными (показатель активности 71,0 %, в 1999 году — 68,9 %). Из 11 917 активных трудоспособных жителей работали 10 090 человек (5338 мужчин и 4752 женщины), 1827 числились безработными (949 мужчин и 878 женщин). Среди 4879 трудоспособных неактивных граждан 1408 были учениками либо студентами, 1629 — пенсионерами, а ещё 1842 — были неактивны в силу других причин.
На протяжении 2010 года в коммуне числилось 12 613 облагаемых налогом домохозяйства, в которых проживало 28 211,0 человек. При этом медиана доходов составила 17 тысяч 933 евро на одного налогоплательщика.

## Достопримечательности (фотогалерея)
- В Валлорисе действует один из музеев Пабло Пикассо. Художник работал здесь с керамикой, начиная с 1948 года, а весной 1954 года начал свою портретную серию Сильветт.

- Побережье — пляж Гольф-Жуан
- Средневековая улица
- Церковь Святого Петра рядом с пляжем Гольф-Жуан

### Персоналии
- В 1910 году здесь провела свои последние дни французская писательница, журналистка и редактор Жанна Мари Франсуаза Марньер.
- В 1949 году здесь состоялась свадьба наследника Ага-хана III с голливудской звездой Ритой Хэйворт.
- В 1980 году в Валлорисе поселился актёр Жан Маре (похоронен на старом кладбище города).